# She Wolf (nummer)
"She Wolf" is de eerste single voor Shakira's derde Engelstalige studioalbum, met dezelfde naam. Het nummer heeft ook een Spaanstalige versie, onder de titel "Loba", en wordt gebruikt ter promotie in Spaanstalige landen. "Loba" kwam uit op 29 juni 2009, en "She Wolf" kwam uit op 13 juli 2009. De dag daarna kwamen allebei de nummers op iTunes te staan. Het nummer werd geschreven door Shakira, en alleen aan de Spaanstalige versie heeft ook Jorge Dexler meegewerkt.
"She Wolf" kwam in de week van 10 augustus binnen op nummer 33 in de Nederlandse Top 40, en wordt door muziekcritici goed ontvangen.
"She Wolf" kon het slechts tot de 22 positie schoppen in Nederland.

## Hitnotering
| "She Wolf" in de Nederlandse Top 40 - binnen: 15-08-2009 | "She Wolf" in de Nederlandse Top 40 - binnen: 15-08-2009 | "She Wolf" in de Nederlandse Top 40 - binnen: 15-08-2009 | "She Wolf" in de Nederlandse Top 40 - binnen: 15-08-2009 | "She Wolf" in de Nederlandse Top 40 - binnen: 15-08-2009 | "She Wolf" in de Nederlandse Top 40 - binnen: 15-08-2009 | "She Wolf" in de Nederlandse Top 40 - binnen: 15-08-2009 | "She Wolf" in de Nederlandse Top 40 - binnen: 15-08-2009 | "She Wolf" in de Nederlandse Top 40 - binnen: 15-08-2009 |
| Week                                                     | 1                                                        | 2                                                        | 3                                                        | 4                                                        | 5                                                        | 6                                                        | 7                                                        |                                                          |
| -------------------------------------------------------- | -------------------------------------------------------- | -------------------------------------------------------- | -------------------------------------------------------- | -------------------------------------------------------- | -------------------------------------------------------- | -------------------------------------------------------- | -------------------------------------------------------- | -------------------------------------------------------- |
| Nummer                                                   | 33                                                       | 24                                                       | 22                                                       | 26                                                       | 25                                                       | 30                                                       | 35                                                       | uit                                                      |

| "She Wolf" in de Vlaamse Ultratop 50 - binnen: 15-08-2009 | "She Wolf" in de Vlaamse Ultratop 50 - binnen: 15-08-2009 | "She Wolf" in de Vlaamse Ultratop 50 - binnen: 15-08-2009 | "She Wolf" in de Vlaamse Ultratop 50 - binnen: 15-08-2009 | "She Wolf" in de Vlaamse Ultratop 50 - binnen: 15-08-2009 | "She Wolf" in de Vlaamse Ultratop 50 - binnen: 15-08-2009 | "She Wolf" in de Vlaamse Ultratop 50 - binnen: 15-08-2009 | "She Wolf" in de Vlaamse Ultratop 50 - binnen: 15-08-2009 | "She Wolf" in de Vlaamse Ultratop 50 - binnen: 15-08-2009 | "She Wolf" in de Vlaamse Ultratop 50 - binnen: 15-08-2009 | "She Wolf" in de Vlaamse Ultratop 50 - binnen: 15-08-2009 | "She Wolf" in de Vlaamse Ultratop 50 - binnen: 15-08-2009 | "She Wolf" in de Vlaamse Ultratop 50 - binnen: 15-08-2009 | "She Wolf" in de Vlaamse Ultratop 50 - binnen: 15-08-2009 | "She Wolf" in de Vlaamse Ultratop 50 - binnen: 15-08-2009 | "She Wolf" in de Vlaamse Ultratop 50 - binnen: 15-08-2009 | "She Wolf" in de Vlaamse Ultratop 50 - binnen: 15-08-2009 |
| Week                                                      | 1                                                         | 2                                                         | 3                                                         | 4                                                         | 5                                                         | 6                                                         | 7                                                         | 8                                                         | 9                                                         | 10                                                        | 11                                                        | 12                                                        | 13                                                        | 14                                                        | 15                                                        |                                                           |
| --------------------------------------------------------- | --------------------------------------------------------- | --------------------------------------------------------- | --------------------------------------------------------- | --------------------------------------------------------- | --------------------------------------------------------- | --------------------------------------------------------- | --------------------------------------------------------- | --------------------------------------------------------- | --------------------------------------------------------- | --------------------------------------------------------- | --------------------------------------------------------- | --------------------------------------------------------- | --------------------------------------------------------- | --------------------------------------------------------- | --------------------------------------------------------- | --------------------------------------------------------- |
| Nummer                                                    | 46                                                        | 26                                                        | 20                                                        | 24                                                        | 25                                                        | 16                                                        | 17                                                        | 35                                                        | 30                                                        | 19                                                        | 19                                                        | 18                                                        | 16                                                        | 25                                                        | 35                                                        | uit                                                       |